# Cordia faulknerae
Cordia faulknerae är en strävbladig växtart som beskrevs av B. Verdcourt. Cordia faulknerae ingår i släktet Cordia, och familjen strävbladiga växter. Inga underarter finns listade i Catalogue of Life.